# مسینک
مسینک، روستایی در دهستان درگزین شرقی بخش شاهنجرین شهرستان درگزین در استان همدان ایران است.

## جمعیت
بر پایه سرشماری عمومی نفوس و مسکن در سال ۱۳۹۵، جمعیت این روستا برابر با ۵۲ نفر (۱۵ خانوار) بوده‌است.